# 鎧を着たフェリペ2世の肖像
『鎧を着たフェリペ2世の肖像』（よろいをきたフェリペ2せい、伊: Ritratto di Filippo II in armatura, 西: Retrato de Felipe II con armadura, 英: Portrait of Philip II in Armour）は、ルネサンス期のヴェネツィア派の巨匠ティツィアーノ・ヴェチェッリオが1551年に制作した肖像画である。油彩。20代前半の鎧を身に着けたスペイン国王フェリペ2世の肖像を全身像として描いている。現在はマドリードのプラド美術館に所蔵されている。

## 制作経緯
ティツィアーノはフェリペ2世がまだ王太子だった頃にミラノとアウグスブルクで会っており、ティツィアーノはこの2つの機会にそれぞれ皇太子の肖像画を制作している。最初の機会は1548年12月から1549年1月にかけてフェリペ2世に会うためにミラノを訪れた時であり、同年1月29日に制作した肖像画の対価として1000エスクードを、フェリペ2世の叔母にあたるハンガリー王妃マリア・フォン・エスターライヒとスペイン・ハプスブルク家に仕えた枢機卿アントワーヌ・ド・グランヴェルのための複製制作後の7月9日に受け取った。

もう1つの機会は2度目にアウグスブルクに旅行した1550年11月から1551年であり、本作品はこの時に制作された。1551年5月16日にフェリペ2世はハンガリー王妃マリアに手紙の中で不満を漏らしている。

鎧を身に着けた私の肖像画は･･･とてもよく似ていますが、急いで描かれたことが容易に分かる出来であり、もしより多くの時間があったならば、彼にもう一度描いてもらうことができたはずです。

## 作品

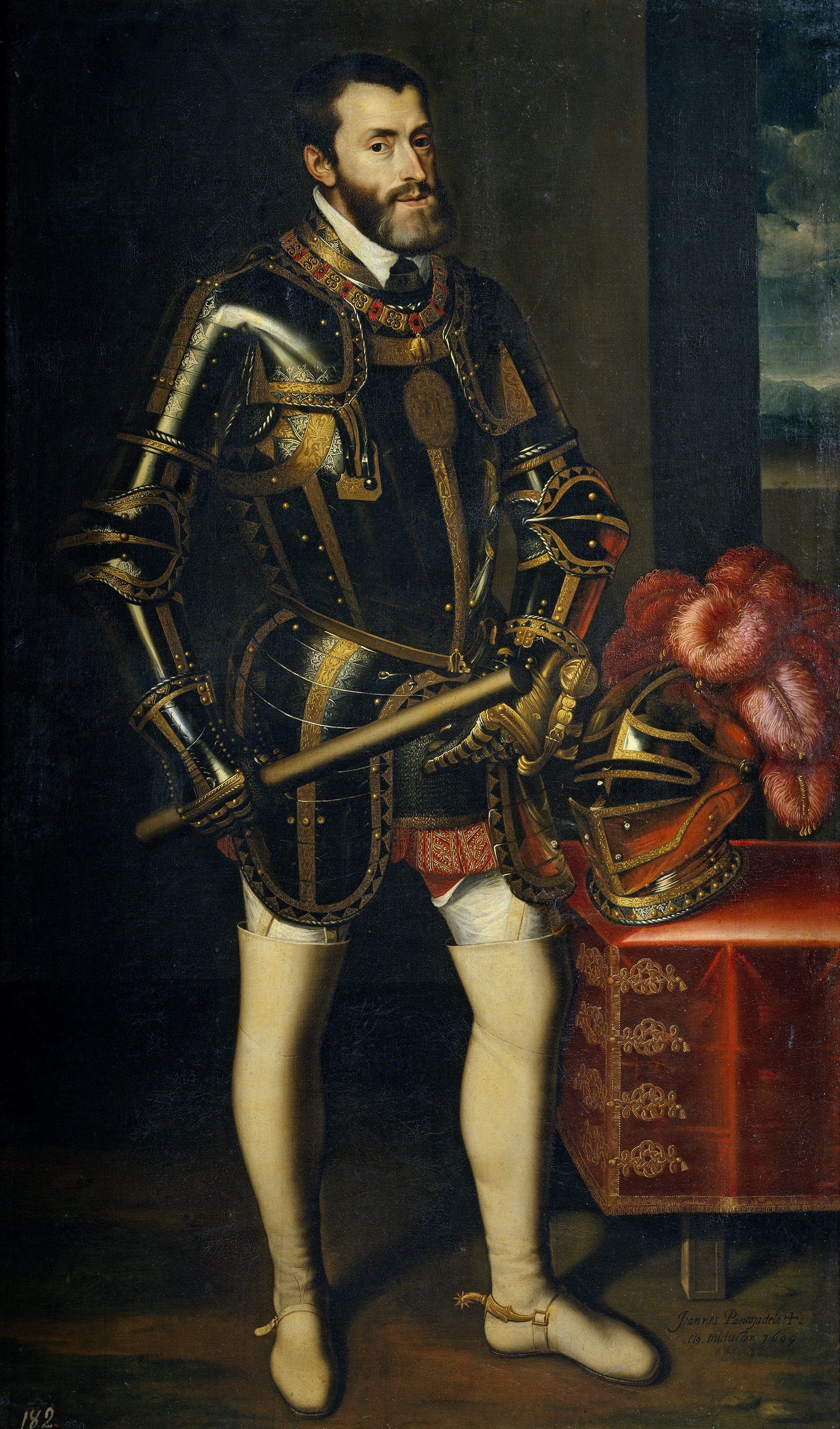
フアン・パントーハ・デ・ラ・クルスによって複製されたティツィアーノによるカール5世の肖像画。

ティツィアーノは王の威厳を表す偉大な身振り（a gesto bell di maestá reale）で立つフェリペ2世を描いている。フェリペ2世が着けた黒い鎧はアウグスブルクのコールマン・ヘルムシュミットが制作したもので、金象嵌が施されている。彼の背後には深紅のベルベットで覆われたテーブルが配置され、その上に黒い兜が置かれている。フェリペ2世は右手を伸ばしてその黒い兜の上に置き、左手で帯剣した剣の鞘を握りながら鑑賞者を見つめている。ここに描かれた甲冑は祝祭用であり、現在もマドリード王立武具博物館に所蔵されている。さらにテーブルの奥の暗い背景の画面左端には大きな石柱が立っている。ティツィアーノは石柱や甲冑、テーブルといった要素に重点を置くことで君主の威厳を強調する一方、フェリペ2世をすべらかに理想化して描いており、実際の中背の屈強な人物像ではなく、すらっとした君主像を表現している。
一般的に本作品はフェリペ2世が1551年の手紙の中で言及している肖像画と同一視されているが、これに反対したのは美術史家チャールズ・ホープである。フェリペ2世の「急いで」という言葉は肖像画が洗練されていないか、あるいは品質が悪かったことを推測させるのに対し、ホープは本作品が壮大かつ詳しく描かれており、完成していると思われることから、フェリペ2世の不満は不当であり、本作品を1549年のバージョンであると考えた。1549年の肖像画と同様に本作品も複数の複製が制作されたことは、1553年のフェリペ2世の目録と1558年のハンガリー王妃マリアの目録にプラド美術館のバージョンと一致する肖像画が記載されていることから分かっている。本作品はプラド美術館のバージョンがフェリペ2世が自分のために保管していた1551年のバージョンのオリジナルであり、マリアのために制作された複製は所在不明であると考えられている。
X線撮影を用いた科学的調査により、ティツィアーノは依頼者の父であるカール5世の全身肖像画の上に彼の肖像画を描いたことが判明している。この肖像画でカール5世は、1604年のエル・パルド王宮の火災で焼失し、現在はフアン・パントーハ・デ・ラ・クルスによる複製を通じて知られる肖像画と同じく鎧を着た姿で描かれていた。

## 来歴
1747年にマドリードの新王宮で記録されている。
ハンガリー王妃マリアに送られたバージョンは、1551年11月19日、のちにフェリペ2世と結婚するイングランド女王メアリー1世に肖像画を展示する際の説明書をつけて送っている。この肖像画は1554年の結婚後にマリアに返還され、その2年後に王妃はスペインに持ち帰っている。

## ギャラリー
関連作品

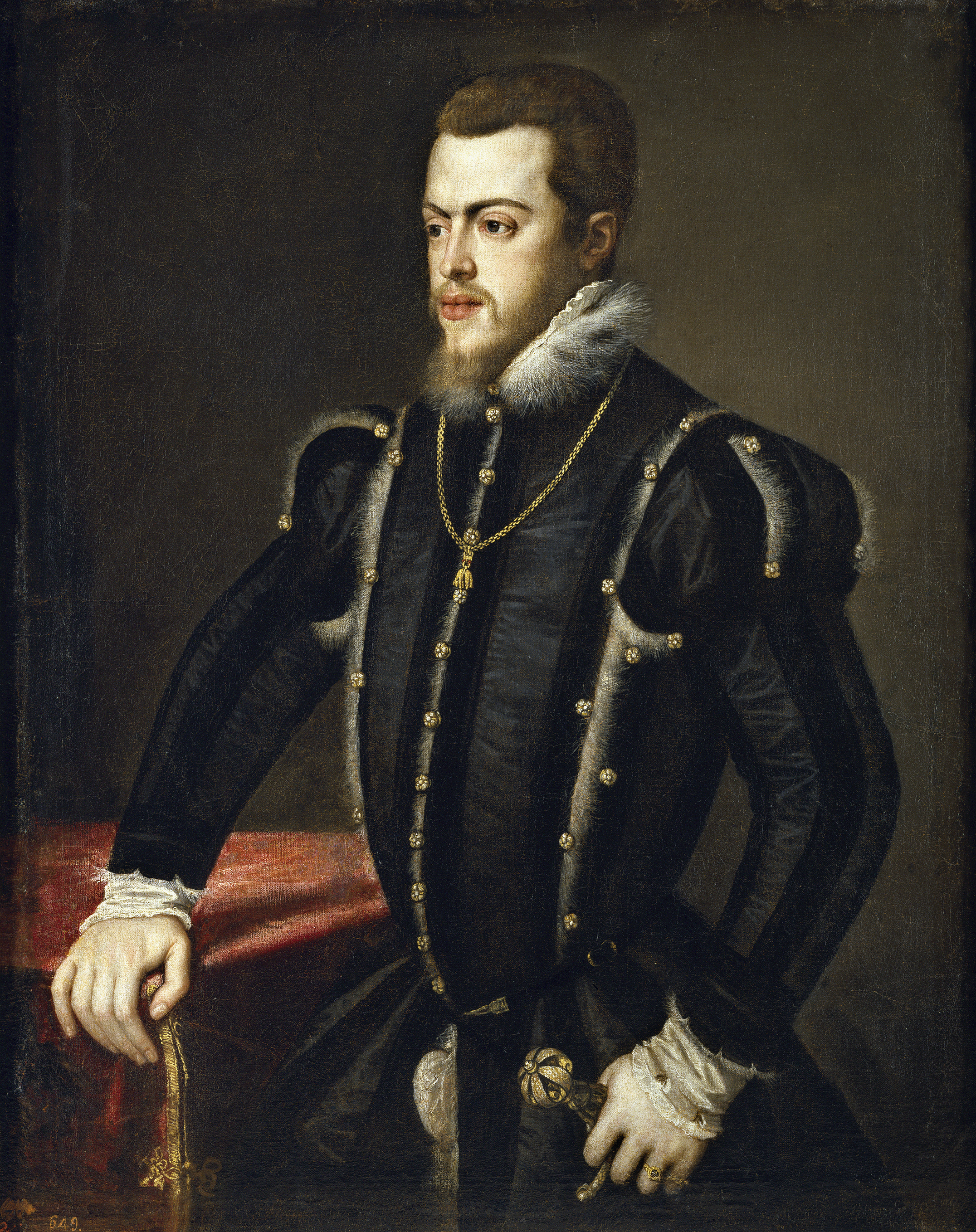
工房作 1549年から1550年の間 プラド美術館所蔵
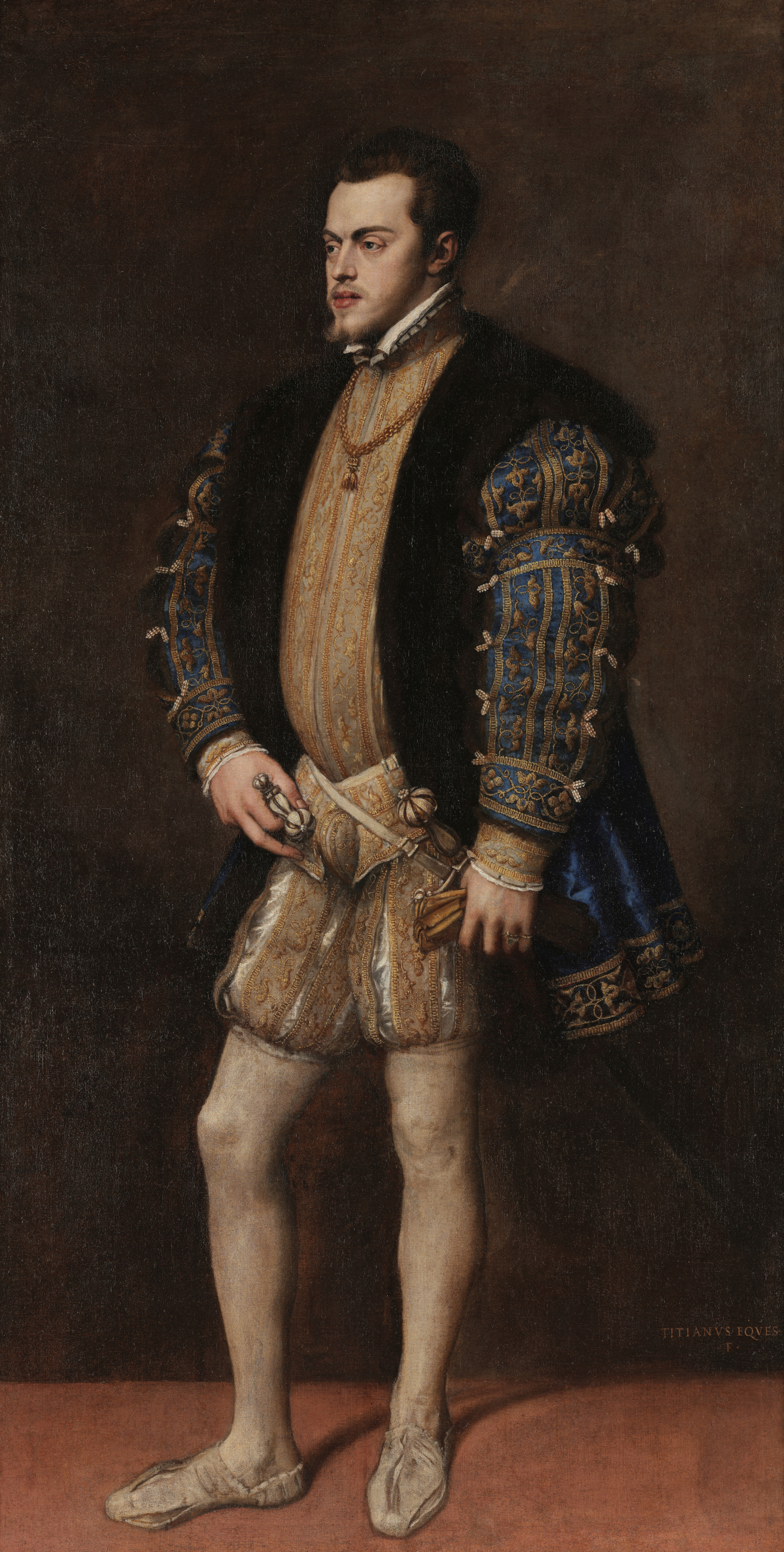
1553年から1554年の間 カポディモンテ国立美術館所蔵
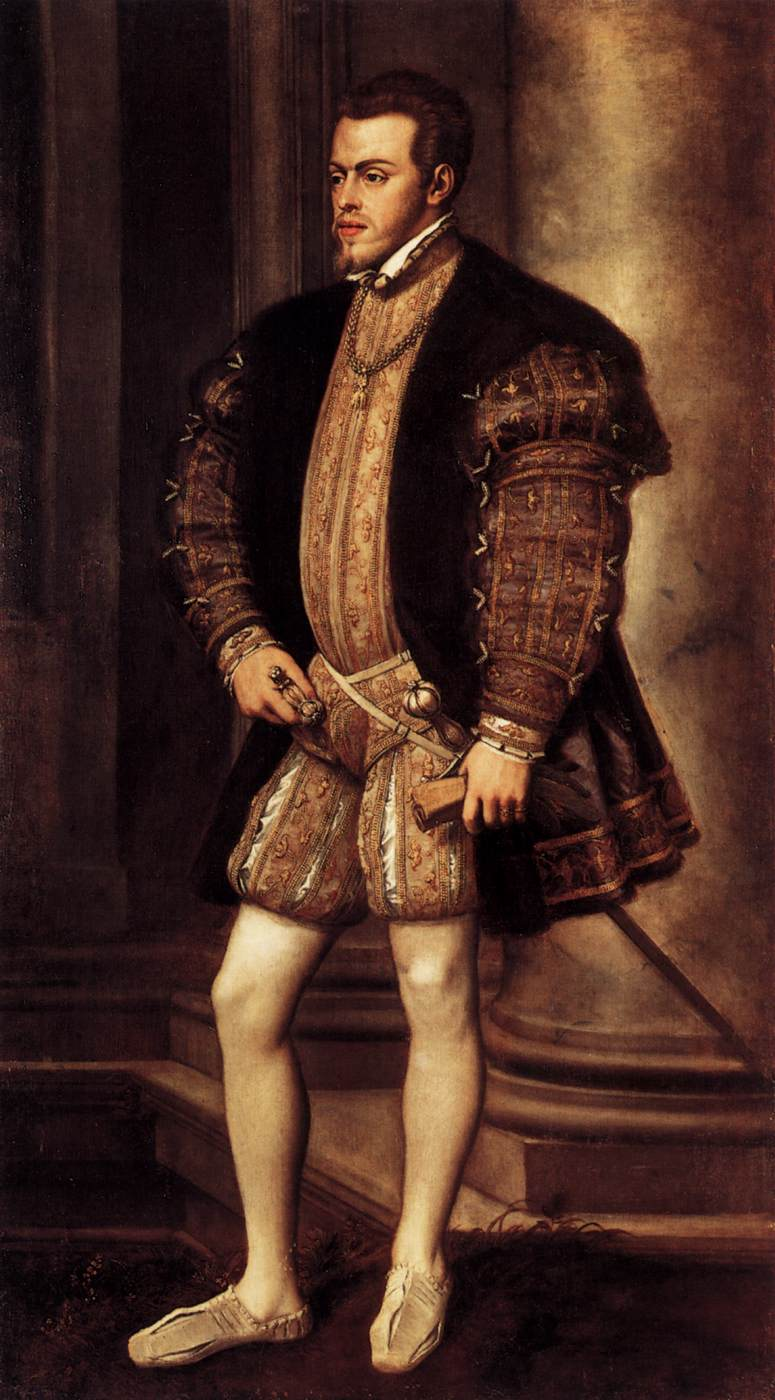
1554年頃 ピッティ宮殿所蔵
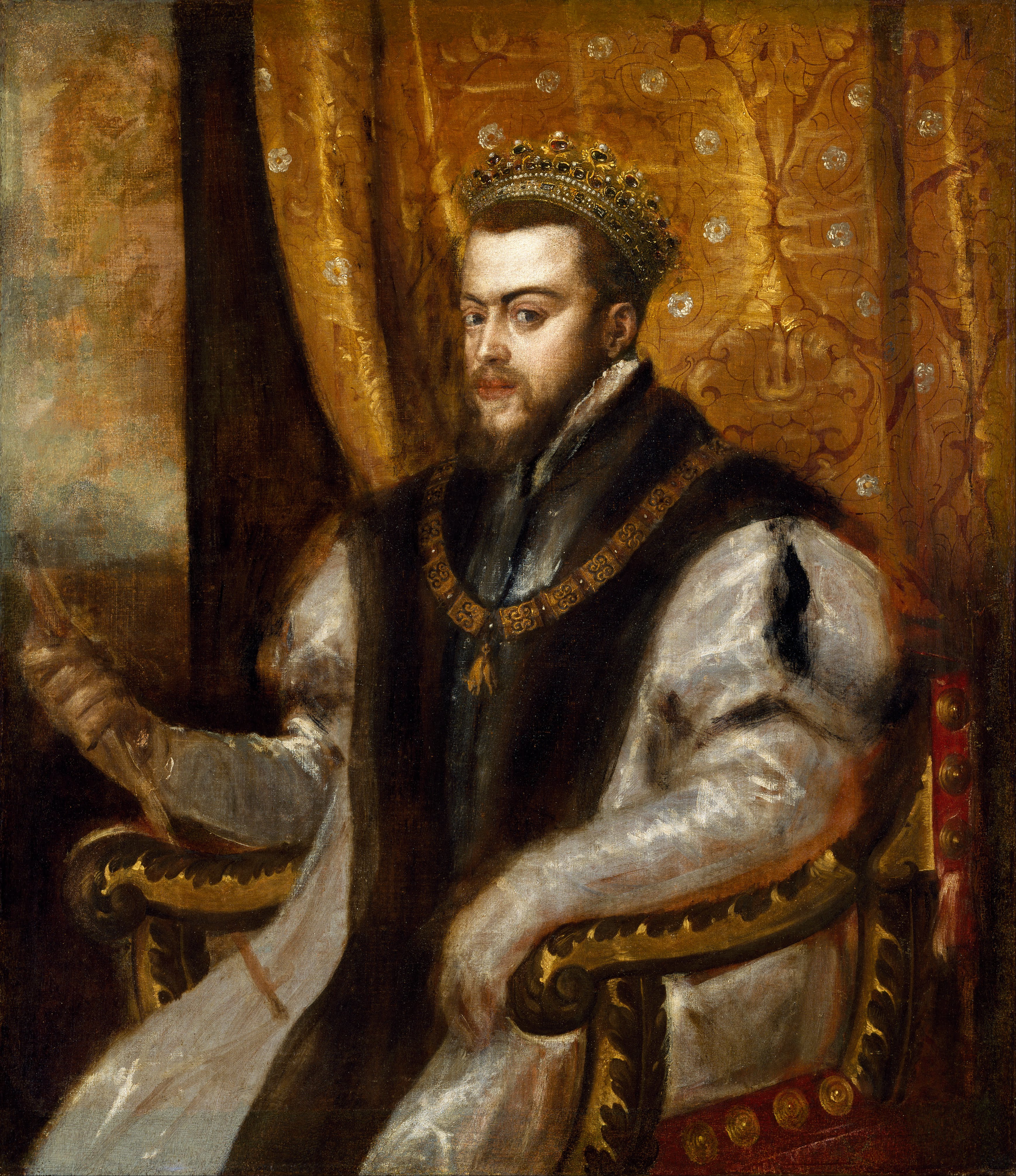
1545年-1556年 シンシナティ美術館所蔵